# Мария дьо Клев
Мария дьо Клев (на френски: Marie de Clèves, * 1553, † 30 октомври 1574, Париж, Кралство Франция) е графиня на Бофор и принцеса от рода Клев-Невер, живяла в двора на Шарл IX. За нея е известно, че предизвиква любовен интерес на Херцога на Анжу (бъдещ Анри III) и ревността на съпруга ѝ, принцът на Конде Анри I. Тя е и придворна дама на австрийската кралица Елизабет.

## Произход
Мария е по-малката дъщеря на Франсоа I дьо Клев (* 1516, † 1562), от 1521 г. граф на Невер и Йо и от 1553 г. граф на Бофор, от 1539 г. първият херцог на Невер, и на съпругата му и негова 2-ра братовчедка Маргарита дьо Бурбон-Вандом (* 1516, † 1559), сестра на Антоан дьо Бурбон, херцог на Вандом. 
Чрез майка си тя е втора братовчедка на крал Анри III Наварски (бъдещ Анри IV от Франция) и на Принца на Конде.
Има трима братя и две сестри:
- Франсоа II (* 1540, † 1563), от 1561 г. херцог на Херцогство Невер и граф на Ретел и Йо, съпруг на Анна дьо Бурбон -Монпансие
- Хенриета (* 1542, † 1601), наследничка (от 1564), херцогиня на Невер, съпруга на принц Луидовико Гондзага
- Жак (* 1544, † 1564), херцог на Невер и граф на Невер
- Анри († млад)
- Катерина (* 1548, † 1633), графиня на Йо и Бофор, принцеса на Порсеан като съпруга на Антоан III дьо Кроа и херцогиня на Гиз като съпруга на Анри дьо Гиз.

## Биография
Възпитана в най-строг протестантизъм от Жана д'Албре – майка на Анри III Наварски (бъдещ Анри IV), тя е много близка с херцога и херцогинята на Невер – двойка, участваща в католическата реконкиста.
На 6 години, при смъртта на майка ѝ на 20 октомври 1559 г, Мария е поставена под опеката на чичо си кардинал Шарл I дьо Бурбон, но образованието ѝ е поверено на лелите ѝ, по-специално на кралицата на Навара Жана III д'Албре (съпруга на Антоан дьо Бурбон и майка на бъдещия Анри IV от Франция). Това я издига в калвинистката религия и ѝ осигурява брак с братовчед ѝ Анри дьо Бурбон, принц на Конде, лаконичен и строг млад мъж.

Мария открива двора на Франция през март 1572 г . Тя намира там двете си по-големи сестри-католички: Катерина, херцогиня на Гиз, и Хенриета дьо Клев, херцогиня на Невер и Ретел.
През 1564 – 1566 г. тя наследява от брат си херцог Жак дьо Невер Графство Бофор, Маркграфство Ил, Баронство Жокур, Сеньория Жули, в южната част на Шампан (Об): всички тези владения преминават у дъщеря ѝ Катерина, а след това, през 1595 г. – у сестра ѝ Катерина дьо Гиз.
Мария се омъжва на 10 август 1572 г. за Принца на Конде по калвинистки обред в замъка Бланди. Няколко дни по-късно е Вартоломеевата нощ, което принуждава двамата да се върнат към католическата вяра. Те се женят повторно според католическия обред. По това време Мария е ухажвана от Херцога на Анжу, брат и наследник на краля.
Когато Принцът на Конде бяга от двора, за да се върне към протестантската религия, той оставя съпругата си, която не пожелава да се присъедини към него. Тъй като крал Шарл IX е на смъртен одър, тя се надява, че Херцогът на Анжу, когато стане крал, ще я вземе за кралица. Надеждите ѝ не са напразни, тъй като намерението на Анри наистина е да се ожени за нея.
Малко след като Анри III се връща от Полша, 21-годишната Мария умира при раждането на дъщеря си Катерина, която наследява имуществото ѝ, но е бездетна. Смъртта ѝ потапя краля в истинска мъка, от която той се бори да се възстанови. По този повод той показва първите признаци на външно благочестие, като участва в богослуженията на Братството на каещите се в Авиньон, където се намира тогава. Той се жени няколко месеца по-късно, противно на чувствата на кралицата-майка Катерина де Медичи, за Луизa дьо Водемон, принцеса от по-младия клон на Лотарингите. Този брак не носи никакво предимство на короната на Франция и дори рискува да увеличи властта на Гиз, но новата кралица, освен това красива, достойна и с образцово поведение, странно прилича на покойната принцеса на Конде. 